# Copitarsia
Copitarsia là một chi bướm đêm thuộc họ Noctuidae.

## Các loài
- Copitarsia consueta (Walker, 1857)
- Copitarsia corruda Pogue & Simmons, 2008
- Copitarsia heydenreichii (Freyer, [1850])
- Copitarsia mimica Angulo y Olivares, 1999
- Copitarsia turbata (Herrich-Schäffer, [1852])